# Fjodor Alexandrowitsch Bredichin

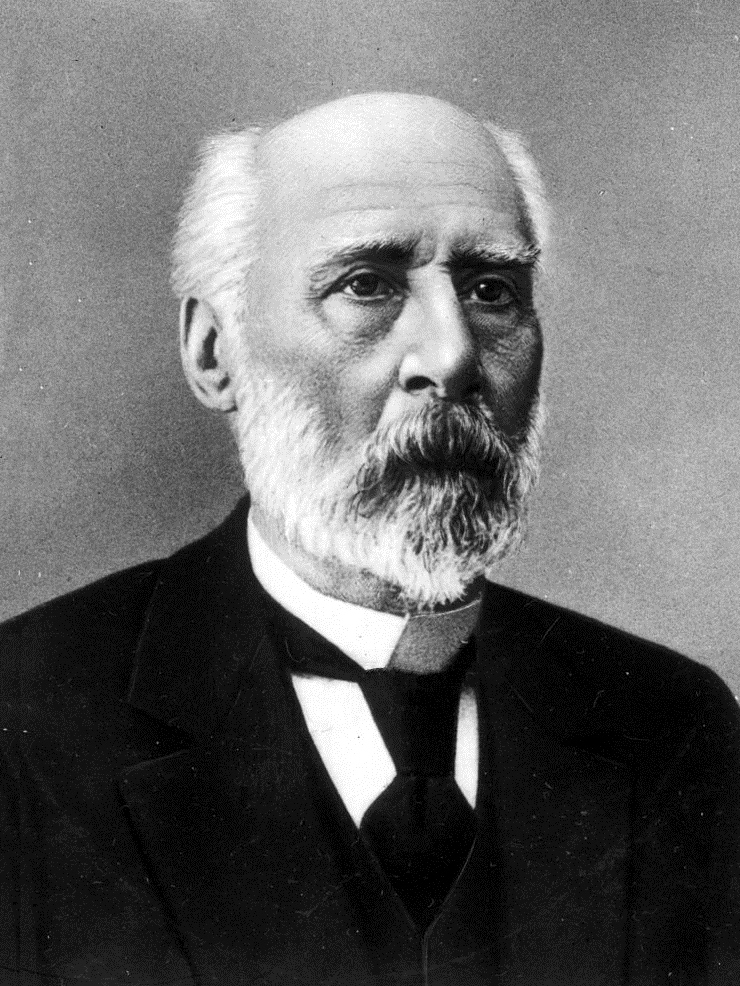
Fjodor Bredichin, 1890er Jahre

Fjodor Alexandrowitsch Bredichin (auch Theodor Bredichin, russisch Фёдор Александрович Бредихин, englische Transkription Fyodor Aleksandrovich Bredikhin; * 26. Novemberjul. / 8. Dezember 1831greg. in Mykolajiw; † 1. Maijul. / 14. Mai 1904greg. in Sankt Petersburg) war ein russischer Astronom.

## Biographie
Bredichin stammte aus einem alten russischen Adelshaus, besuchte das Richelieu-Lyzeum in Odessa und studierte ab 1851 Naturwissenschaften an der Lomonossow-Universität. Ab 1857 forschte er am Observatorium in Moskau, wurde 1862 promoviert (Kandidatenthese, über Kometenschweife) und 1864 habilitiert (russischer Doktortitel, über Störungen der Bahn von Kometen durch Planeten). Danach war er Professor an der Lomonossow-Universität und ab 1873 Direktor des Moskauer Observatoriums. 1890 bis 1894 war er Direktor des Pulkowo-Observatoriums als Nachfolger von Otto Wilhelm Struve. Dort sorgte er für die Installation von Apparaten zur Astrofotografie. Er gab die Position aus Gesundheitsgründen und um sich seiner Theorie der Kometen zu widmen auf, wohnte aber weiter in Sankt Petersburg. Von Haus aus finanziell unabhängig wirkte er auch durch Stiftungen und Preise in der Astronomie in Russland.
Er befasste sich vor allem mit der Beobachtung von Kometen und deren Form, Meteoren und Meteorschauern. Bredichin führte auch die ersten spektroskopischen Untersuchungen an Sternen in Russland aus. Er beobachtete Nordlichter und unternahm Schweremessungen mit Pendeln. Er hatte bedeutende Schüler in Russland und wirkte auch populärwissenschaftlich. 
Bekannt war er damals für seine mechanische (später überholte) Theorie der Kometenschweife, die er auch in drei Typen klassifizierte. Nach seiner Theorie wirkte eine repulsive Kraft von der Sonne auf die Teilchen des Kometenschweifs.
Der Asteroid (786) Bredichina und ein Mondkrater sind nach ihm benannt. Am 28. Dezember 1883 wurde er Mitglied der Leopoldina in der Sektion für Astronomie und Astrophysik. Er war Mitglied  der Russischen Akademie der Wissenschaften. 1886 bis 1890 war er Präsident der Moskauer Gesellschaft der Naturforscher. 1884 wurde er Mitglied der Royal Astronomical Society. 1892 wurde er Ehrendoktor der Universität Padua. Er war Mitglied des Bureau des Longitudes in Paris (1894) und der italienischen Gesellschaft für Spektroskopie.
Die Russische Akademie der Wissenschaften (früher Akademie der Wissenschaften der UdSSR) vergibt seit 1950 den Bredichin-Preis für herausragende Arbeiten auf dem Gebiet der Astronomie.

## Schriften
- Über Kometenschweife (Russisch), Moskau 1862, Nachdruck 1934 (Kandidaten-These)
- Essays über Meteore (Russisch), Moskau, Sowjetische Akademie der Wissenschaften 1954